# Glinjeni, Șoldănești
Glinjeni este un sat din raionul Șoldănești, Republica Moldova. Este situat între localitățile Mihuleni și Mateuți, pe malul stâng al râului Ciorna, aval de orașul Șoldănești. Pe malul opus al râului se află satul Lipceni. Satul este situat pe un relief deluros, iar în vecinătate se întinde, până la Alcedar, un masiv de pădure seculară. La nord de sat este situată rezervația naturală Hligeni.
Arheologii au descoperit aici vetrele a două siliști cu o vechime de peste 5 milenii, care au ființat în jurul anilor 3000-4000 până la era noastră, cu diferite obiecte din neolitic, când omul preistoric își meșterea arme și unelte din piatră cioplită. Pe moșia Glinjeni era situată o altă așezare între anii 800-500 î.Hr., dar a fost dată pradă focului.
În acest sat s-a născut actorul moldovean Mihai Volontir (1934–2015).

## Administrație și politică
Componența Consiliului local Glinjeni (9 consilieri), ales la 5 noiembrie 2023, este următoarea:
|  | Partid                                       | Consilieri | Componență | Componență | Componență | Componență |
|  | -------------------------------------------- | ---------- | ---------- | ---------- | ---------- | ---------- |
|  | Partidul Social Democrat European            | 4          |            |            |            |            |
|  | Partidul Acțiune și Solidaritate             | 3          |            |            |            |            |
|  | Partidul Socialiștilor din Republica Moldova | 2          |            |            |            |            |